# Municipio de Green Garden (Illinois)
El municipio de Green Garden (en inglés: Green Garden Township) es un municipio ubicado en el condado de Will en el estado estadounidense de Illinois. En el año 2010 tenía una población de 4010 habitantes y una densidad poblacional de 42,23 personas por km².

## Geografía
El municipio de Green Garden se encuentra ubicado en las coordenadas 41°25′35″N 87°50′43″O / 41.42639, -87.84528. Según la Oficina del Censo de los Estados Unidos, el municipio tiene una superficie total de 94.97 km², de la cual 94,97 km² corresponden a tierra firme y (0 %) 0 km² es agua.

## Demografía
Según el censo de 2010, había 4010 personas residiendo en el municipio de Green Garden. La densidad de población era de 42,23 hab./km². De los 4010 habitantes, el municipio de Green Garden estaba compuesto por el 94,34 % blancos, el 2,49 % eran afroamericanos, el 0,05 % eran amerindios, el 0,62 % eran asiáticos, el 1,22 % eran de otras razas y el 1,27 % eran de una mezcla de razas. Del total de la población el 6,08 % eran hispanos o latinos de cualquier raza.